# دورة كيميائية

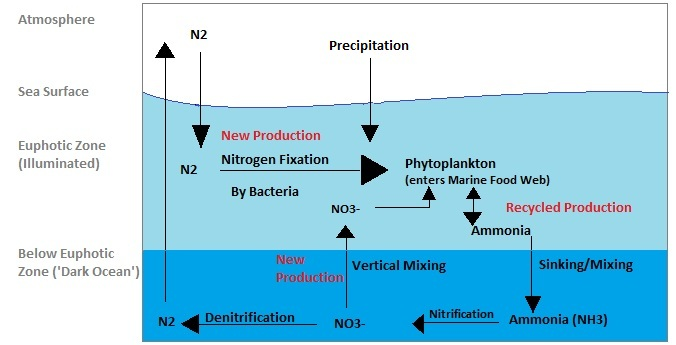
مثال للدورة الكيميائية ، تمثيل تخطيطي لدورة النيتروجين على الأرض. تؤدي هذه العملية إلى إعادة التدوير المستمر لغاز النيتروجين في المحيط.

تصف الدورة الكيميائية أنظمة التدوير المتكرر للمواد الكيميائية بين المركبات والحالات والمواد الأخرى، والعودة إلى حالتها الأصلية، والتي تحدث في الفضاء، وعلى العديد من الكائنات في الفضاء بما في ذلك الأرض. من المعروف أن الدورات الكيميائية النشطة تحدث في النجوم والعديد من الكواكب والأقمار الصناعية الطبيعية.
تلعب الدورات الكيميائية دورًا كبيرًا في الحفاظ على أجواء الكوكب والسوائل والعمليات البيولوجية ويمكن أن تؤثر بشكل كبير على الطقس والمناخ. تطلق بعض الدورات الكيميائية طاقة متجددة، والبعض الآخر قد يؤدي إلى تفاعلات كيميائية معقدة ومركبات عضوية والتولد التلقائي. على الأجسام الأرضية مثل الأرض، تُعرف الدورات الكيميائية التي تتضمن الغلاف الصخري بالدورات الجيوكيميائية. الدورات الجيوكيميائية المستمرة هي إحدى السمات الرئيسية للعوالم النشطة جيولوجيًا. تُعرف الدورة الكيميائية التي تتضمن المحيط الحيوي بالدورة الكيميائية الجيولوجية الحيوية.

## الشمس والنجوم والأنظمة النجمية الأخرى
في معظم النجوم التي تندمج بالهيدروجين، بما في ذلك الشمس، تحدث دورة كيميائية تشارك في التخليق النووي النجمي والتي تُعرف باسم الكربون-النيتروجين-الأكسجين أو (دورة CNO). بالإضافة إلى هذه الدورة، تمتلك النجوم أيضًا دورة لغاز الهيليوم. تم العثور على دورات مختلفة تتضمن الغاز والغبار تحدث في المجرات.

## كوكب الزهرة
تتضمن غالبية الدورات الكيميائية المعروفة على كوكب الزهرة غلافه الجوي الكثيف ومركبات الكربون والكبريت، وأهمها دورة ثاني أكسيد الكربون. يُعتقد أن عدم وجود دورة كربون كاملة بما في ذلك دورة كربون جيوكيميائية، على كمثال، يرجع إلى جموح تأثير الاحتباس الحراري، إضافة إلى عدم وجود الكربون بكميات كبيرة.
كما تحدث فيه دورات الكبريت بما في ذلك دورات أكسيد الكبريت، في الغلاف الجوي العلوي وينتج عنه وجود حمض الكبريتيك، بدوره إلى أكاسيد من خلال التحلل الضوئي. وتشير الدراسات أيضًا، إلى أن كوكب الزهرة يمتلك دورة للأوزون تشبه الدورة التي تحدث في الأرض.

## كوكب الأرض

دورة الماء في الأرض

هناك عدد من أنواع مختلفة من الدورات الكيميائية تحدث الدورات الجيوكيميائية على الأرض. تلعب الدورات البيوجيوكيميائية دورًا مهمًا في الحفاظ على المحيط الحيوي. تشمل الدورات الكيميائية النشطة البارزة على الأرض ما يلي:
- دورة الكربون - تتكون من دورة الكربون في الغلاف الجوي (ودورة ثاني أكسيد الكربون) ودورة الكربون البيولوجية الأرضية ودورة الكربون المحيطية ودورة الكربون الجيولوجية.
- دورة النيتروجين - التي تحول النيتروجين بين أشكاله من خلال التثبيت، والتموين، والنترتة، ونزع النتروجين.
- دورة الأكسجين ودورة الأوزون والأكسجين - دورة بيوجيوكيميائية لتداول الأكسجين بين الغلاف الجوي والغلاف الحيوي (المجموع العالمي لجميع النظم البيئية) والغلاف الصخري.
- دورة الأوزون والأكسجين - تجدد باستمرار طبقة الأوزون في الغلاف الجوي وتحول الأشعة فوق البنفسجية (UV) إلى حرارة.
- دورة الماء - تنقل الماء بشكل مستمر فوق السطح وتحته وتتحول بين حالات السائل والمحلول والجليد والبخار.
- دورة الميثان - تنقل الميثان بين المصادر الجيولوجية والبيوجيوكيميائية والتفاعلات في الغلاف الجوي.
- دورة الهيدروجين - دورة كيميائية حيوية ناتجة عن مزيج من العمليات البيولوجية واللابيولوجية.
- دورة الفوسفور - حركة الفوسفور عبر الغلاف الصخري والغلاف المائي والمحيط الحيوي.
- دورة الكبريت - عملية كيميائية حيوية ناتجة عن تمعدن الكبريت العضوي والأكسدة والاختزال والدمج في المركبات العضوية.
- تقوم دورة الكربونات - السيليكات بتحويل صخور السيليكات إلى صخور كربونية عن طريق التجوية والترسيب وتحول صخور الكربونات مرة أخرى إلى سيليكات عن طريق التحول والصهارة.[8]

- دورة الصخور - تنقل الصخور بين أشكالها الثلاثة: الرسوبية والمتحولة والبركانية.
- دورة الزئبق - عملية كيميائية جيولوجية بيولوجية يتراكم فيها الزئبق الطبيعي بشكل بيولوجي قبل إعادة الاتحاد مع الكبريت والعودة إلى المصادر الجيولوجية على شكل رواسب.

تشمل الدورات الكيميائية الأخرى بيروكسيد الهيدروجين.

## كوكب المريخ

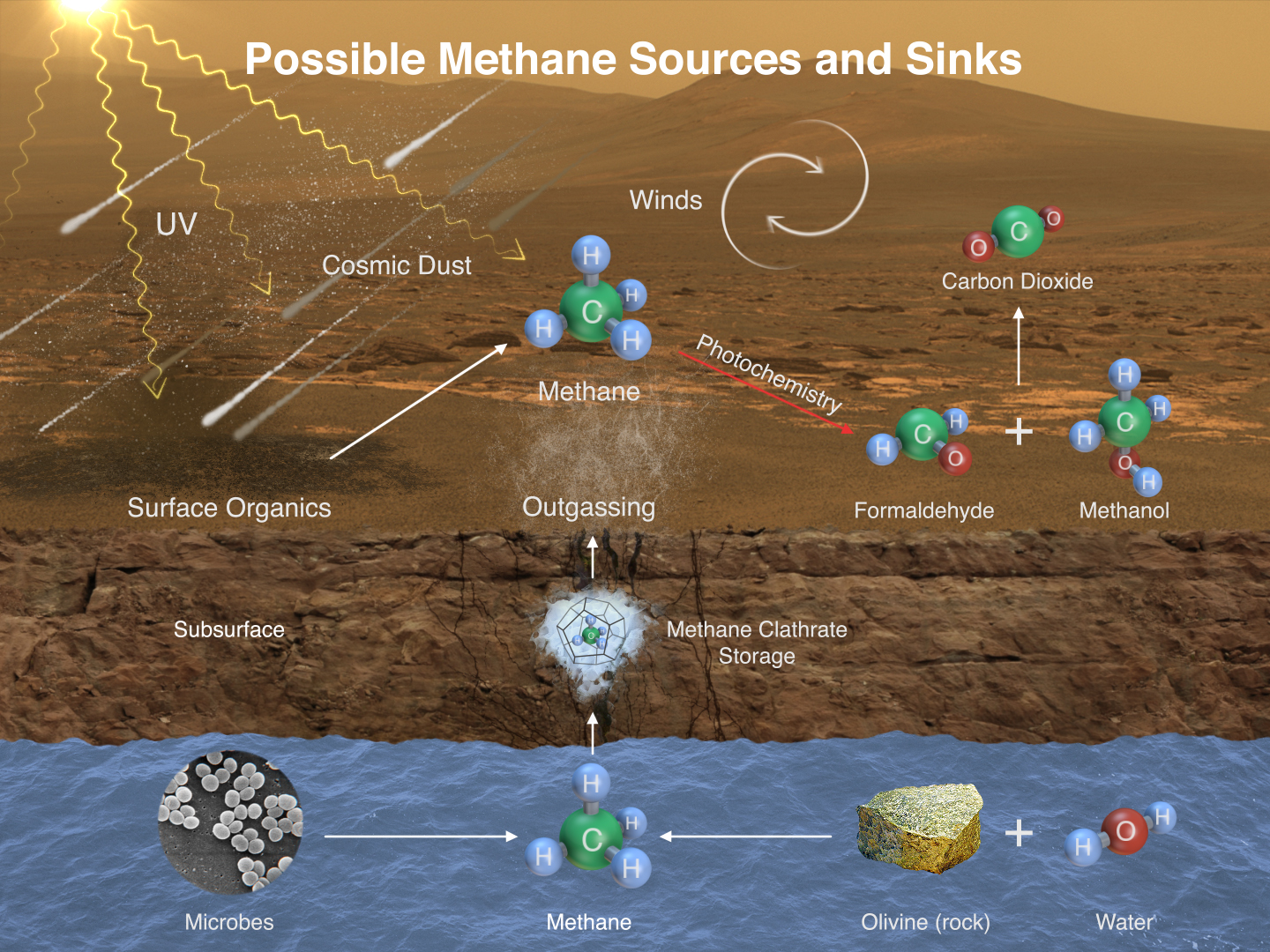
المصادر المحتملة لدورة ميثان المريخ المفترضة.

تشير الأدلة الحديثة إلى أن هنالك دورات كيميائية مماثلة للأرض تحدث على نطاق أقل على سطح المريخ، ويسهلها الغلاف الجوي الرقيق، بما في ذلك ثاني أكسيد الكربون (وربما الكربون) والماء، والكبريت، والميثان، والأكسجين، والأوزون، بالإضافة إلى دورات النيتروجين.
وتشير العديد من الدراسات إلى وجود دورات كيميائية أكثر نشاطًا بشكل ملحوظ على المريخ في الماضي، إلا أن معضلة الشمس الصغيرة الخافتة أثبتت صعوبة تحديد الدورات الكيميائية التي تدخل في النماذج المناخية المبكرة للكوكب.

## كوكب المشتري

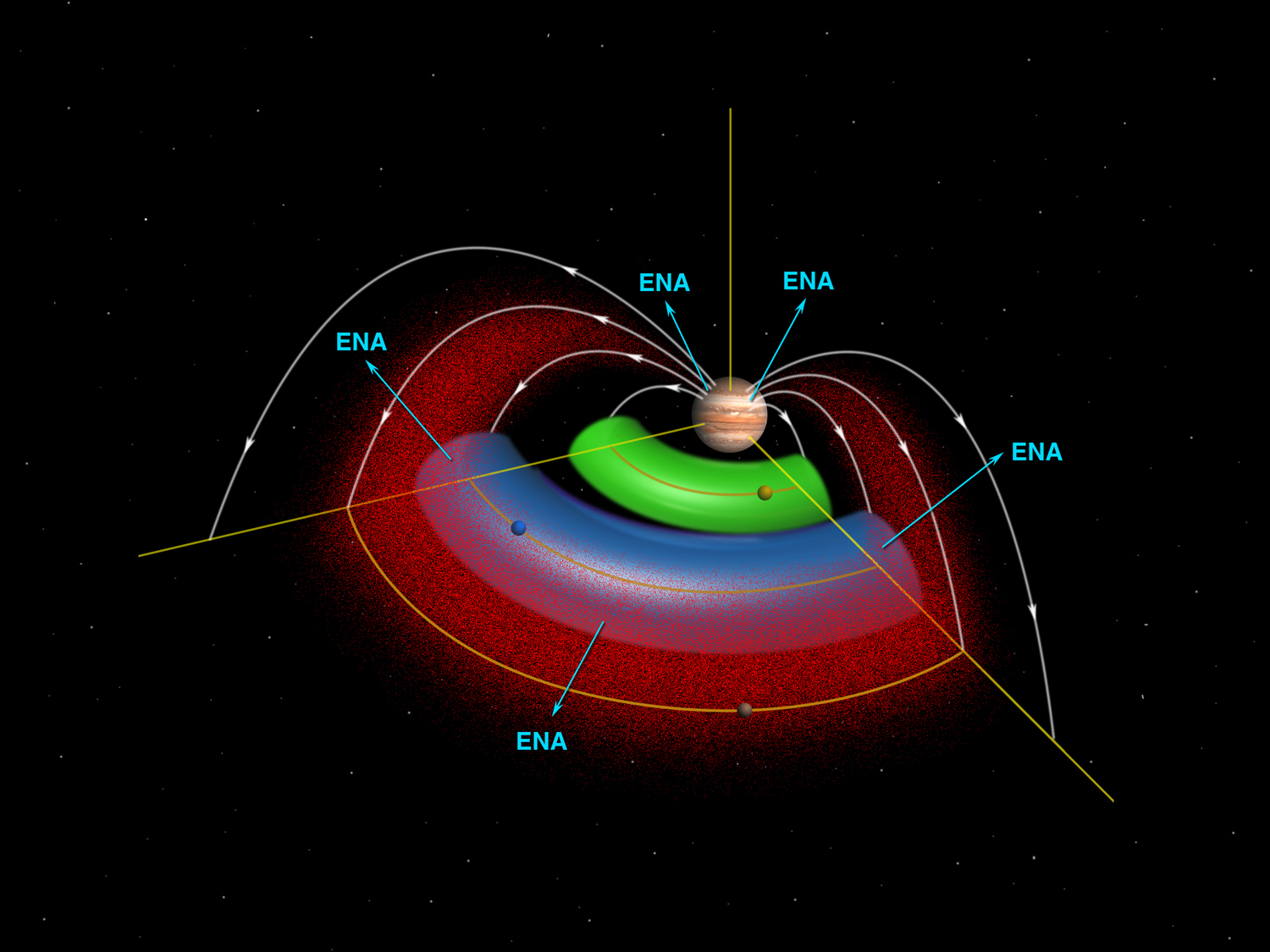
تولدت عصارات غاز المشتري بواسطة آبو (الأخضر) وأوروبا (الأزرق)

كوكب المشتري، ومثل جميع العمالقة الغازية، لديه دورة الميثان في غلافه الجوي. تشير الدراسات الحديثة إلى أن الدورة الهيدرولوجية للأمونيا المائية تختلف اختلافًا كبيرًا عن النوع الذي يعمل على الكواكب الأرضية مثل الأرض، وأيضًا دورة كبريتيد الهيدروجين.
توجد دورات كيميائية مهمة على أقمار المشتري. تشير الأدلة الحديثة إلى أن أوروبا تمتلك عدة دورات نشطة، وأبرزها دورة المياه. تشير دراسات أخرى إلى دورة ثاني أكسيد الكربون التي يسببها الإشعاع والأكسجين. يبدو أن آبو وأوروبا يحتويان على دورات كبريت إشعاعية تشمل غلافهما الصخري. بالإضافة إلى ذلك، يُعتقد أن أوروبا يحتوي على دورة ثاني أكسيد الكبريت. بالإضافة إلى ذلك، يساهم طارة البلازما آبو في دورة الكبريت على كوكب المشتري وجانيميد. تشير الدراسات أيضًا إلى دورات الأكسجين النشطة على دورات جانيميد والأكسجين وثاني أكسيد الكربون الإشعاعي على كاليستو.

## كوكب زحل

رسم بياني يوضح آليات دورة تيتان الميثانولوجية.

بالإضافة إلى دورة غاز الميثان في زحل، تشير بعض الدراسات إلى وجود دورة للأمونيا ناتجة عن التحلل الضوئي، مشابهة للدورة التي تحدث في كوكب المشتري.
دورات أقمارها ذات أهمية خاصة. تؤدي الملاحظات التي أجرتها كاسيني-هويجنز للغلاف الجوي لتيتان والتفاعلات مع عباءتها السائلة إلى ظهور عدة دورات كيميائية نشطة بما في ذلك دورات الميثان، والهيدروكربون، والهيدروجين، بالإضافة إلى دورات الكربون. إنسيلادوس لديه دورة هيدرولوجية وسيليكات نشطة وربما دورة نيتروجين.

## كوكب أورانوس
أورانوس لديه دورة ميثان نشطة. يتحول الميثان إلى هيدروكربونات من خلال التحلل الضوئي الذي يتكثف وعندما يتم تسخينه، يطلق غاز الميثان الذي يرتفع إلى الغلاف الجوي العلوي.
دراسات من جرندي وآخرون. (2006) تشير إلى أن دورات الكربون النشط تعمل على تيتانيا وأومبريل وأرييل وأوبيرون من خلال التسامي المستمر وترسب ثاني أكسيد الكربون، على الرغم من فقد بعضها في الفضاء على مدى فترات طويلة من الزمن.

## كوكب نبتون
تقود الحرارة الداخلية والحمل الحراري لنبتون دورات من الميثان، والكربون، ومجموعة من المواد المتطايرة الأخرى داخل الغلاف الصخري لتريتون.
تنبأت النماذج بوجود دورات نيتروجين موسمية على القمر ترايتون، لكن هذا لم تدعمه الاستكشافات حتى الآن.

## نظام بلوتو شارون
تتنبأ النماذج بدورة نيتروجين موسمية على بلوتو ويبدو أن الملاحظات التي أجرتها نيو هورايزونز تدعم ذلك.